# US Open Cup
La Lamar Hunt U.S. Open Cup és una competició de futbol dels Estats Units. El torneig és organitzat per la Federació de Futbol dels Estats Units (U.S. Soccer) i participen tots els clubs afiliats, professionals, amateur i de la Major League Soccer.
Va ser fundat el 1914 sota el nom de la National Challenge Cup, aquesta denominació es va utilitzar fins a 1989, sent el torneig de clubs de futbol més antic dels Estats Units. El 1999 el títol de la competició va ser batejat com la Lamar Hunt U.S. Open Cup, el nom del qual que s'usa fins al dia d'avui.
Des de 2008, el campió de la U.S. Open Cup es classifica directament a la Lliga de Campions de la Concacaf, sent el primer d'ells el vencedor de l'edició 2007, New England Revolution.

## Història
La competició es remunta a l'any 1914 sota el nom de la National Challenge Cup. El 1999 el nom del torneig va ser batejat com la Lamar Hunt U.S. Open Cup en honor d'una de les persones més importants del futbol nord-americà, Lamar Hunt.
Els guanyadors del torneig van ser guardonats amb la Copa Dewar o Dewar Cup i es va deixar de lliurar-ho fins als anys 90'. Actualment, el trofeu està d'exhibició a la National Soccer Hall of Fame.
El primer campió de la competició va ser el Brooklyn Field Club a l'edició de 1914. Els equips més guanyadors del torneig són, el Bethlehem Steel de Pennsilvània i el Maccabi Los Angeles de Califòrnia, tots dos amb 5 títols.
Durant l'era de la North American Soccer League, entre 1968 a 1984, cap equip d'aquesta lliga va jugar la National Challenge Cup.
Des de l'any 1996, els equips de la Major League Soccer participen regularment en aquest torneig, el primer campió d'un club de l'MLS va ser el DC United.

## Format de la competició
La U.S. Open Cup és un torneig d'eliminació directa que es distribueix en 5 rondes prèvies, quarts de final, semifinal i la final. Si el partit acaba empatat, es jugaran 30 minuts de temps extra. Si el partit finalitza empatat després del temps extra, es definirà a través dels penals. La competició és jugada per 99 equips de les diferents divisions del futbol als Estats Units.
El campió es classificarà per a la fase final de la Lliga de Campions de la Concacaf.

### Distribució d'equips participants (2017)
- 19 equips de la Major League Soccer (primera divisió)
- 6 equips de la North American Soccer League (2011) (segona divisió)
- 18 equips de la United Soccer League (tercera divisió)
- 56 USASA regionals *

- Inclosos a equips de la USL Premier Development League, la National Premier Soccer League, USASA regionals, la USSSA i la USCS.

## Campions per edició

### Era antiga
| Any  | Campió                                                                   | Subcampió                                                                |
| ---- | ------------------------------------------------------------------------ | ------------------------------------------------------------------------ |
| 1914 | Brooklyn Field Club                                                      | Brooklyn Celtic                                                          |
| 1915 | Bethlehem Steel                                                          | Brooklyn Celtic                                                          |
| 1916 | Bethlehem Steel                                                          | Fall River Rovers                                                        |
| 1917 | Fall River Rovers                                                        | Bethlehem Steel                                                          |
| 1918 | Bethlehem Steel                                                          | Fall River Rovers                                                        |
| 1919 | Bethlehem Steel                                                          | Paterson F.C.                                                            |
| 1920 | Ben Millers                                                              | Fore River                                                               |
| 1921 | Brooklyn Robins Dry Dock                                                 | St. Louis Scullin Steel                                                  |
| 1922 | St. Louis Scullin Steel                                                  | Todd Shipyards                                                           |
| 1923 | Paterson F.C.                                                            | St. Louis Scullin Steel                                                  |
| 1924 | Fall River F.C.                                                          | St. Louis Vesper Buick                                                   |
| 1925 | Shawsheen Indians                                                        | Chicago Canadian Club                                                    |
| 1926 | Bethlehem Steel                                                          | Ben Millers                                                              |
| 1927 | Fall River F.C.                                                          | Holley Carburetor                                                        |
| 1928 | New York Nationals                                                       | Bricklayers and Masons                                                   |
| 1929 | New York Hakoah                                                          | St. Louis Madison Kennel                                                 |
| 1930 | Fall River F.C.                                                          | Cleveland Bruell Insurance                                               |
| 1931 | Fall River F.C.                                                          | Bricklayers and Masons                                                   |
| 1932 | New Bedford Whalers                                                      | Stix, Baer and Fuller                                                    |
| 1933 | Stix, Baer and Fuller                                                    | New York Americans                                                       |
| 1934 | Stix, Baer and Fuller                                                    | Pawtucket Rangers                                                        |
| 1935 | St. Louis Central Breweries                                              | Pawtucket Rangers                                                        |
| 1936 | Uhrik Truckers                                                           | St. Louis Shamrocks                                                      |
| 1937 | New York Americans                                                       | St. Louis Shamrocks                                                      |
| 1938 | Chicago Sparta                                                           | Brooklyn St. Mary's Celtic                                               |
| 1939 | Brooklyn St. Mary's Celtic                                               | Chicago Manhattan Beer                                                   |
| 1940 | No hi va haver final, Baltimore i Chicago Sparta van compartir el títol. | No hi va haver final, Baltimore i Chicago Sparta van compartir el títol. |
| 1941 | Pawtucket                                                                | Detroit Chrysler                                                         |
| 1942 | Gallatin                                                                 | Pawtucket                                                                |
| 1943 | Brooklyn Hispano                                                         | Morgan-Strasser                                                          |
| 1944 | Brooklyn Hispano                                                         | Morgan-Strasser                                                          |
| 1945 | Brookhattan                                                              | Cleveland Americans                                                      |
| 1946 | Chicago Viking                                                           | Ponta Delgada                                                            |
| 1947 | Ponta Delgada                                                            | Chicago Sparta                                                           |
| 1948 | St. Louis Simpkins-Ford                                                  | Brookhattan                                                              |
| 1949 | Morgan-Strasser                                                          | Ukrainian Nationals                                                      |
| 1950 | St. Louis Simpkins-Ford                                                  | Ponta Delgada                                                            |
| 1951 | German Hungarian                                                         | Pittsburgh Heidelberg                                                    |
| 1952 | Harmarville                                                              | Philadelphia Nationals                                                   |
| 1953 | Falcons                                                                  | Harmarville                                                              |
| 1954 | New York Americans                                                       | St. Louis Kutis                                                          |
| 1955 | Eintracht                                                                | Los Angeles Danish Americans                                             |
| 1956 | Harmarville                                                              | Chicago Schwaben                                                         |
| 1957 | St. Louis Kutis                                                          | New York Hakoah                                                          |
| 1958 | Los Angeles Kickers                                                      | Baltimore Pompei                                                         |
| 1959 | McIlvane Canvasbacks                                                     | Fall River                                                               |
| 1960 | Philadelphia Ukrainians                                                  | Los Angeles Kickers                                                      |
| 1961 | Philadelphia Ukrainians                                                  | Los Angeles Scots                                                        |
| 1962 | New York Hungaria                                                        | San Francisco Scots                                                      |
| 1963 | Philadelphia Ukrainians                                                  | Los Angeles Armenian                                                     |
| 1964 | Los Angeles Kickers                                                      | Philadelphia Ukrainians                                                  |
| 1965 | New York Ukrainians                                                      | Chicago Hansa                                                            |
| 1966 | Philadelphia Ukrainians                                                  | Orange County F.C.                                                       |
| 1967 | Greek American AA                                                        | Orange County                                                            |
| 1968 | Greek American AA                                                        | Chicago Olympic                                                          |
| 1969 | Greek American AA                                                        | Montabello Armenians                                                     |
| 1970 | Elizabeth                                                                | Los Angeles Croatia                                                      |
| 1971 | Hota                                                                     | San Pedro Yugoslavs                                                      |
| 1972 | Elizabeth                                                                | San Pedro Yugoslavs                                                      |
| 1973 | Maccabi Los Angeles                                                      | Cleveland Inter                                                          |
| 1974 | Greek American AA                                                        | Chicago Croatia                                                          |
| 1975 | Maccabi Los Angeles                                                      | New York Inter-Giuliana                                                  |
| 1976 | San Francisco                                                            | New York Inter-Giuliana                                                  |
| 1977 | Maccabi Los Angeles                                                      | Philadelphia United German-Hungarian                                     |
| 1978 | Maccabi Los Angeles                                                      | Bridgeport Vasco de Gama                                                 |
| 1979 | Brooklyn Italians                                                        | Chicago Croatian                                                         |
| 1980 | New York Pancyprian-Freedoms                                             | Maccabi Los Angeles                                                      |
| 1981 | Maccabi Los Angeles                                                      | Brooklyn Italians                                                        |
| 1982 | New York Pancyprian-Freedoms                                             | Maccabi Los Angeles                                                      |
| 1983 | New York Pancyprian-Freedoms                                             | St. Louis Kutis                                                          |
| 1984 | Krete                                                                    | Chicago Croatian                                                         |
| 1985 | Greek-American                                                           | St. Louis Kutis                                                          |
| 1986 | St. Louis Kutis                                                          | San Pedro Yugoslavs                                                      |
| 1987 | España                                                                   | Seattle Eagles                                                           |
| 1988 | St. Louis Busch Seniors                                                  | Greek-American                                                           |
| 1989 | Kickers                                                                  | Greek American AA                                                        |
| 1990 | Eagles                                                                   | Brooklyn Italians                                                        |
| 1991 | Brooklyn Italians                                                        | Richardson Rockets                                                       |
| 1992 | San Jose Oaks                                                            | Bridgeport Vasco de Gama                                                 |
| 1993 | México                                                                   | Philadelphia United German-Hungarians                                    |
| 1994 | Greek-American                                                           | Milwaukee Bavarian Leinenkugel                                           |
| 1995 | Richmond Kickers                                                         | El Paso Patriots                                                         |

### Era moderna
| Any  | Campió                                         | Resultat     | Subcampió               |
| ---- | ---------------------------------------------- | ------------ | ----------------------- |
| 1996 | D.C. United                                    | 3:0          | Rochester Raging Rhinos |
| 1997 | Dallas Burn                                    | 0:0 (5:3 p.) | D.C. United             |
| 1998 | Chicago Fire                                   | 2:1 (pr.)    | Columbus Crew           |
| 1999 | Rochester Raging Rhinos                        | 2:0          | Colorado Rapids         |
| 2000 | Chicago Fire                                   | 2:1          | Miami Fusion            |
| 2001 | Los Angeles Galaxy                             | 2:1 (pr.)    | New England Revolution  |
| 2002 | Columbus Crew                                  | 1:0          | Los Angeles Galaxy      |
| 2003 | Chicago Fire                                   | 1:0          | MetroStars              |
| 2004 | Kansas City Wizards                            | 1:0 (pr.)    | Chicago Fire            |
| 2005 | Los Angeles Galaxy                             | 1:0          | FC Dallas               |
| 2006 | Chicago Fire                                   | 3:1          | Los Angeles Galaxy      |
| 2007 | New England Revolution                         | 3:2          | FC Dallas               |
| 2008 | D.C. United                                    | 2:1          | Charleston Battery      |
| 2009 | Seattle Sounders FC                            | 2:1          | D.C. United             |
| 2010 | Seattle Sounders FC                            | 2:1          | Columbus Crew           |
| 2011 | Seattle Sounders FC                            | 2:0          | Chicago Fire            |
| 2012 | Sporting Kansas City                           | 1:1 (3:2 p.) | Seattle Sounders FC     |
| 2013 | D.C. United                                    | 1:0          | Real Salt Lake          |
| 2014 | Seattle Sounders FC                            | 3:1 (pr.)    | Philadelphia Union      |
| 2015 | Sporting Kansas City                           | 1:1 (7:6 p.) | Philadelphia Union      |
| 2016 | FC Dallas                                      | 4:2          | New England Revolution  |
| 2017 | Sporting Kansas City                           | 2:1          | New York Red Bulls      |
| 2018 | Houston Dynamo                                 | 3:0          | Philadelphia Union      |
| 2019 | Atlanta United FC                              | 2:1          | Minnesota United FC     |
| 2020 | Edició cancel·lada per la Pandèmia de COVID-19 |              |                         |
| 2021 | Edició cancel·lada per la Pandèmia de COVID-19 |              |                         |
| 2022 | Orlando City                                   | 3:0          | Sacramento Republic     |
| 2023 | Houston Dynamo                                 | 2:1          | Inter de Miami          |
| 2024 | Los Angeles FC                                 | 3:1          | Sporting Kansas City    |

## Palmarès

### Títols per club

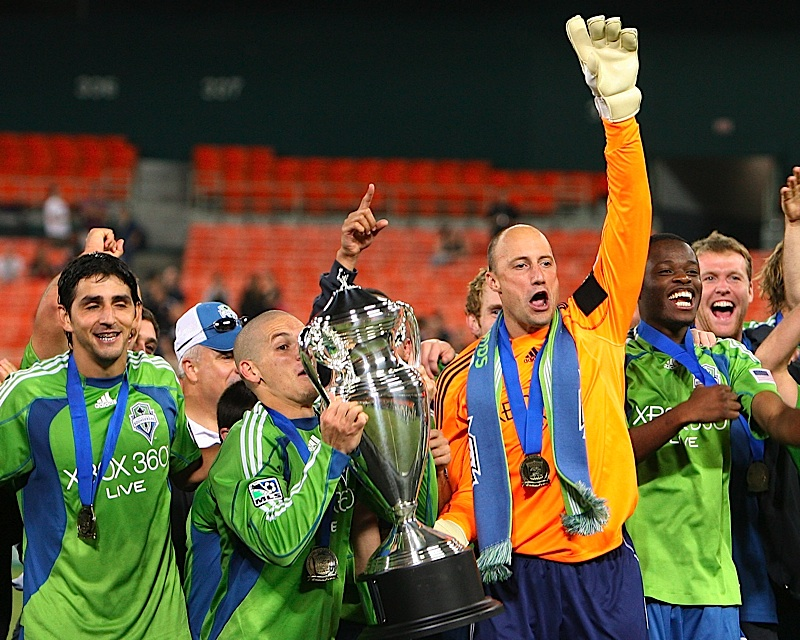
Seattle Sounders FC alçant la seva primera U.S. Open Cup el 2009.

Només es comptabilitzen els equips que han guanyat més de tres títols.
| Equip                        | Campió | Subcampió | Anys campió                  |
| ---------------------------- | ------ | --------- | ---------------------------- |
| Maccabi Los Angeles          | 5      | 2         | 1973, 1975, 1977, 1978, 1981 |
| Bethlehem Steel              | 5      | 1         | 1915, 1916, 1918, 1919, 1926 |
| Chicago Fire                 | 4      | 2         | 1998, 2000, 2003, 2006       |
| Philadelphia Ukrainians      | 4      | 1         | 1960, 1961, 1963, 1966       |
| Greek American AA            | 4      | 1         | 1967, 1968, 1969, 1974       |
| Seattle Sounders FC          | 4      | 1         | 2009, 2010, 2011, 2014       |
| Fall River F.C.              | 4      | 0         | 1924, 1927, 1930, 1931       |
| Sporting Kansas City         | 4      | 0         | 2004, 2012, 2015, 2017       |
| Stix, Baer and Fuller        | 3      | 3         | 1933, 1934, 1935             |
| D.C. United                  | 3      | 2         | 1996, 2008, 2013             |
| New York Pancyprian-Freedoms | 3      | 0         | 1979, 1980, 1982             |

### Títols per estat
| Estat           | Títols |
| --------------- | ------ |
| Nova York       | 26     |
| Califòrnia      | 15     |
| Pennsilvània    | 14     |
| Missouri        | 12     |
| Illinois        | 9      |
| Massachusetts   | 9      |
| Washington D.C. | 4      |
| Washington      | 4      |
| Nova Jersey     | 3      |
| Kansas          | 3      |
| Texas           | 3      |
| Florida         | 2      |
| Maryland        | 1      |
| Ohio            | 1      |
| Rhode Island    | 1      |
| Virgínia        | 1      |